# عبدالعزیز بوتفلیقه
عبدالعزیز بوتِفْلیقه (۲ مارس ۱۹۳۷ – ۱۷ سپتامبر ۲۰۲۱)، هفتمین رئیس‌جمهور الجزایر از ۱۹۹۹ تا ۲۰۱۹ بود.

## فعالیت

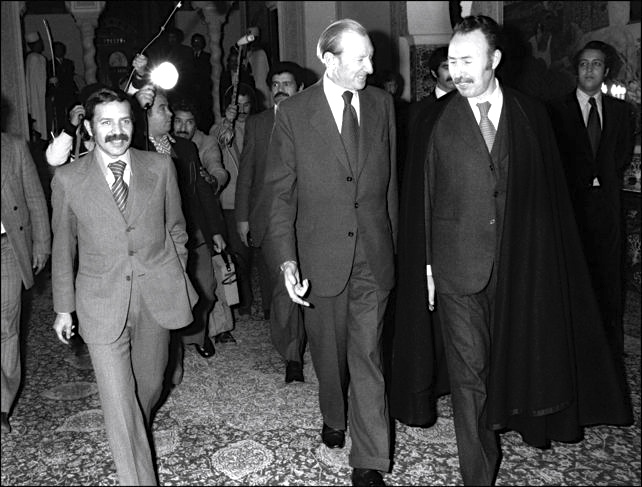
عبدالعزیز بوتِفْلیقه در سال 1975

بوتفلیقه از مقامات سیاسی ارتش آزادی‌بخش میهنی الجزایر و از افراد نزدیک به هواری بومدین در دوران جنگ استقلال الجزایر بود. با استقلال الجزایر در ۱۹۶۲ به وزارت ورزش، جوانان و گردشگری منصوب شد و سال بعد با به قدرت رسیدن احمد بن بلا به وزارت امور خارجه رسید و به یکی از سخنگویان مهم جنبش عدم تعهد تبدیل شد.
او در پست وزیر خارجه سیاست عدم تعهد الجزایر و حمایت از جنبش‌های انقلابی را ادامه داد و به قهرمان حمایت از حقوق کشورهای توسعه نیافته بدل شد. این نقش او به‌ویژه در نشست فوق‌العاده مجمع عمومی سازمان ملل در مورد روابط شمال-جنوب در سال ۱۹۷۴ به چشم آمد که او ریاست آن را برعهده داشت.
پس از مرگ رئیس‌جمهور بومدین در دسامبر ۱۹۷۸ بیشتر ناظران بوتفلیقه را جایگزین احتمالی او می‌دانستند. اما ارتش و جبهه آزادی‌بخش میهنی بر روی شاذلی بن جدید توافق کردند و آنگاه جایگاه بوتفلیقه در حد مشاور رئیس‌جمهور تنزل کرد. در ۱۹۸۱ او از کمیته مرکزی و شورای سیاسی جبهه آزادی‌بخش میهنی اخراج شد و از سال بعد به تبعید خودخواسته رفت. در حالیکه در ۱۹۸۳ به فساد مالی و اختلاس نیز متهم شد.
بازگشت او به الجزایر در ۱۹۸۷ به تلاش برای آشتی در جبهه آزادی‌بخش میهنی تعبیر شد و سال ۱۹۸۹ در سومین کنگره فوق‌العاده جبهه آزادی‌بخش میهنی پس از تظاهرات اکتبر ۱۹۸۸ دوباره به عضویت کمیته مرکزی حزب درآمد.

## ریاست جمهوری
بوتفلیقه در ۱۹۹۹ دوباره به الجزایر بازگشت و با حمایت احزاب جبهه آزادی‌بخش میهنی و فراخوان میهنی برای مردم‌سالاری کاندیدای ریاست‌جمهوری شد و پس از تحریم انتخابات از سوی کاندیداهای اپوزیسیون به ریاست جمهوری انتخاب شد. او پس از پیروزی برای پایان جنگ داخلی با اسلام‌گرایان تلاش کرد. او در سال ۲۰۰۴ با ۸۵٪ آراء و در سال ۲۰۰۹ با ۹۰٪ آراء مجدداً به ریاست جمهوری رسید.
در انتخابات ریاست جمهوری سال ۲۰۱۴ عبدالعزیز بوتفلیقه با کسب ۸۱درصد آرا برای چهارمین بار به ریاست جمهوری الجزایر رسید.
آقای بوتفلیقه بدون اینکه شخصاً در کارزار تبلیغاتی فعالیت کند ۵ نامزد رقیب خود را شکست داد.
بوتفلیقه که پس از سکته مغزی در سال ۲۰۱۳، از شرایط جسمانی خوبی برخوردار نبود، در سال ۲۰۱۹ برای پنجمین بار نامزد انتخابات ریاست جمهوری شد. در پی چند هفته اعتراض‌های عمومی در الجزایر، سرانجام او اعلام کرد که از نامزدی در انتخابات کنار کشیده‌است. بوتفلیقه در ۲ آوریل ۲۰۱۹ و در پی هفته‌ها اعتراضات مردمی و درخواست ارتش برای برکناری او به علت ناتوانی، از سمت خود استعفا داد.
عبدالعزیز بوتفلیقه طی پیامی خطاب به مردم الجزایر فرستاد و در آن کارهایی که در دوران ریاست جمهوریش انجام داده را خاطرنشان ساخت. وی از همه مردم اعم از زنان و مردان الجزایری خواستار گذشت و عفو و بخشش بخاطر قصورش در حق مردم الجزایر شد.

## مرگ
بوتفلیقه در ۱۷ سپتامبر ۲۰۲۱ در منزل خود در زرالدا بر اثر ایست قلبی در ۸۴ سالگی درگذشت.مرگ وی در تلویزیون دولتی توسط عبدالمجید تبون اعلام شد. وی از سال ۲۰۱۳ که دچار سکته مغزی شده بود از نظر سلامتی دچار مشکل بود. انتظار می‌رود که او در قبرستان ال علیا در الجزایر در کنار دیگر روسای جمهور سابق به خاک سپرده شود. رئیس‌جمهور تبون سه روز عزای عمومی اعلام کرد.